# Nervous System
Nervous System è l'EP di debutto della cantante statunitense Julia Michaels, pubblicato il 28 luglio 2017 dalla Republic Records.

## Tracce
Testi e musiche di Julia Michaels, Mattias Larsson, Robin Fredriksson e Justin Drew Tranter, eccetto dove indicato.
1. Issues – 2:56 (Julia Michaels, Benjamin Levin, Tor Hermansen, Mikkel Eriksen, Justin Tranter)
2. Uh Huh – 2:58
3. Worst In Me – 3:26
4. Make It Up to You – 3:36
5. Just Do It – 3:12
6. Pink – 2:48
7. Don't Wanna Think – 2:59 (Julia Michaels)